# Adalbert Josef Karl Hiller
Adalbert Josef Karl Hiller (19. května 1865 Brno – 19. listopadu 1923 Brno) byl moravský podnikatel ve slévárenství a poslanec moravského zemského sněmu. V roce 1913 se stal Čestným občanem Brna a v letech 1904–1917 byl členem brněnského obecního výboru.

## Životopis
Adalbert Hiller mladší byl synem brněnského zvonaře Adalberta Gottfrieda Hillera (1832–1866). Vystudoval pravděpodobně brněnskou německou techniku. Po první světové válce využil situaci nedostatku po rekvírovaných zvonech. V době nezletilostí dětí vedla firmu (od roku 1866) jeho matka Anna Hillerová, rozená Hegenbarthová (1831–1919). Do firmy vstoupil v roce 1893 a se svým bratrem Richardem Adalbertem Franzem Hillerem vedl firmu Adalbert Hiller’s Witwe und Sohn. Od roku 1923 byl jediným vlastníkem. Po jeho smrti manželka Irena pokračovala ve vedení firmy a od roku 1933 pokračoval adoptovaný syn Richard Herman Hiller. V roce 1937 byla dílna v konkurzu a zanikla.
Oženil se v roce 1900 s Irenne (1874– po 1945), rozenou Hellmann, dcerou úředníka Úvěrového ústavu v Brně. Z jejich svazku vzešly děti:
- Gertruda Anna (1901– ?) provdaná Schipper[3]
- Edithe Hiler (1903–?)
- Hermann Richard Hiller (15. srpna 1905 – ?) adoptovaný syn.[4]

## Dílo
Z jeho produkce byla značná část zvonů rekvírovaná jak v období první tak druhé světové války. Seznam míst kde jsou zavěšeny zvony jak z dílny Adalbert Hiller’s Witwe und Sohn, tak i vlastní produkce (zdroj není-li uvedeno jinak).
- 1868 Březí[4]
- 1868 Kurovice, přetavení zvonů po požáru v roce 1866[6]
- 1873 Javorka
- 1875 Ústín
- 1878 Řečkovice
- 1884 Vlachov
- 1890 Borotín
- 1894 Doloplazy
- 1895 Manova Lhota
- 1897 Pustá Rybná evangelický kostel
- 1898 Lhota (okres Žďár nad Sázavou)
- 1898 Nové Město na Moravě, evangelický kostel, zavěšeny čtyři zvony 29. června 1898. Tři zvony byly rekvírovány v roce 1917. Dochoval se zvon nazývaný po svém donátorovi Hrnčíř[7]
- 1900 Renoty, kostel Nanebevzetí Panny Marie
- 1905 Bošovice
- 1910 Zábrdovice
- 1913 Zlaté Hory
- 1913 vdova a syn Hiller (Adolf Hiller), kostel sv. Jana Křtitele, Lipník, zvon sv. Jan Křtitel nesl nápis: Hlásej slovo Boží a zvi duše ke spáse., rekvírován v období první světové války.[8]
- 1917 Březí
- 1917 Drnholec
- 1919 Stálky
- 1920 Maříž - nechal vyrobit do tamní kaple Panny Marie Pomocné majitel velkostatku Schulim Schreyer[9] s manželkou Jetti[10]
- 1920 Míšovice, Předín, Přibice, Syrovín
- 1920 Hrozová, Kostel Archanděla Michaela
- 1921 Ruda nad Moravou, Hrádek, Bavory, Předmostí (Přerov II-Předmostí), Popice
- 1922 Hrabětice, Loučná nad Desnou, Břeclav, Slavkov u Brna, Perná
- 1923 Měrotín, Havraníky, Supíkovice, Horní Věstonice, Nová Ves
- 1923 kostel Nanebevzetí Panny Marie, Troubsko, zvon o váze 280 kg rekvírován v roce 1942[11]
- 1924 kostel sv. Jana Křtitele, Lipník, dva zvony 140 a 70 kg a umíráček. Zvon Nejsvětější Panna Maria nesl nápis: Mé srdce k Bohu se modlí za umírajícího a hlas můj k modlitbě volá i Tebe a zvon sv. Cyril a Metoděj nesl nápis: Sv. Cyrile a Metoději, orodujte za nás!. Rekvírovány dne 5. dubna 1942.[8]
- 1924 Kostel sv. Vavřince, Klobouky u Brna
- 1924 Mikulov
- 1925 poutní kostel Panny Marie, Křtiny u Brna, dva zvony: sv. Barbora 18 kg a sv. Anna 34 kg rekvírovány 20. dubna 1942.[12]
- 1925 Slezská Ostrava
- 1926 Štíty
- 1929 Dolní Václavov
- 1931 Hraničné Petrovice